# Journal des dames et des modes (1912–1914)
Bör ej förväxlas med Journal des dames et des modes
Journal des dames et des modes var en fransk modetidskrift som utgavs 1912–1914.

## Bilder

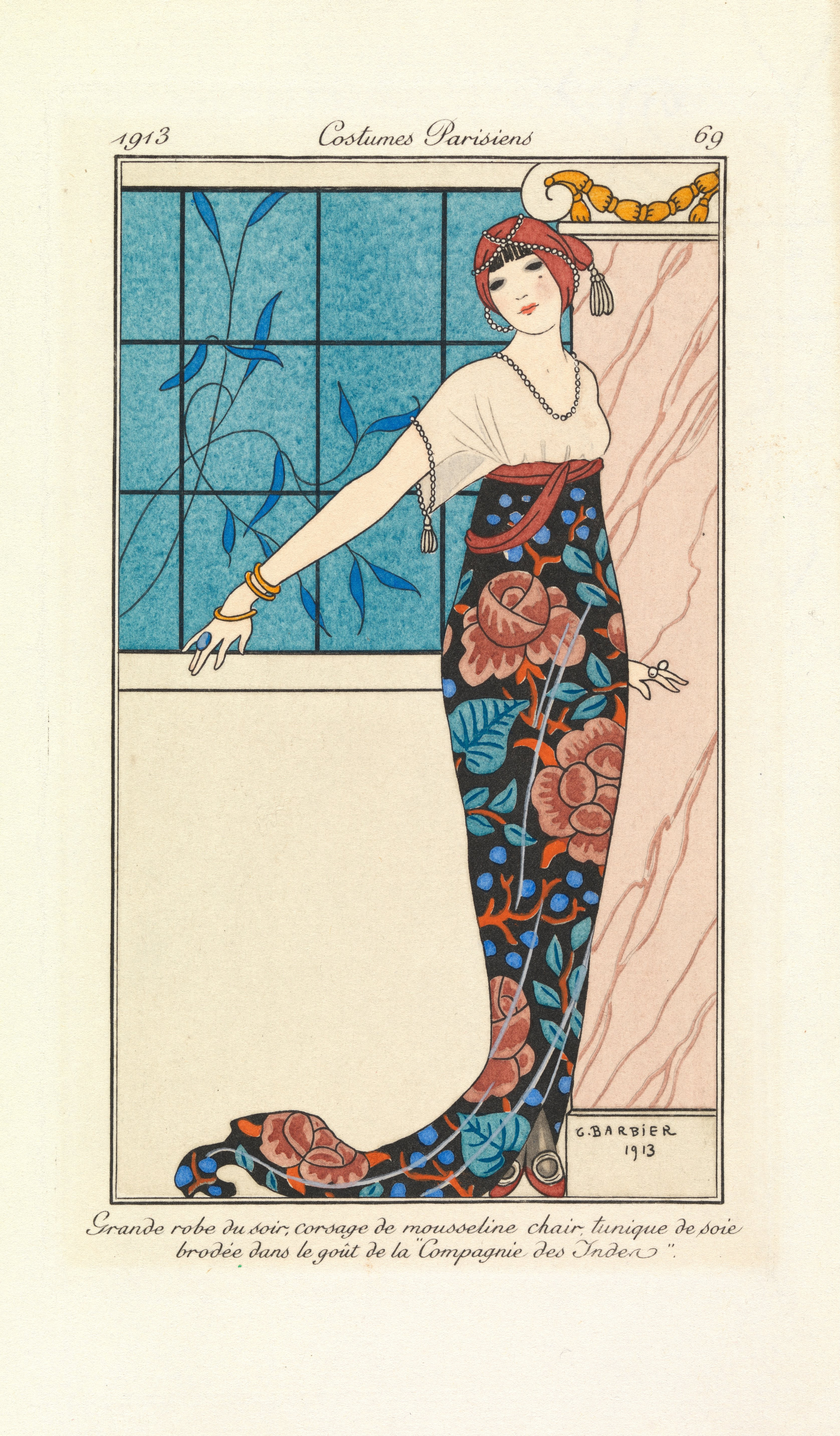
Evening dress (Grande robe du soir, corsage de mousseline chair, tunique de soie brodée dans le goût de la 'Compagnie des Inden') (CBL WEp 0860)
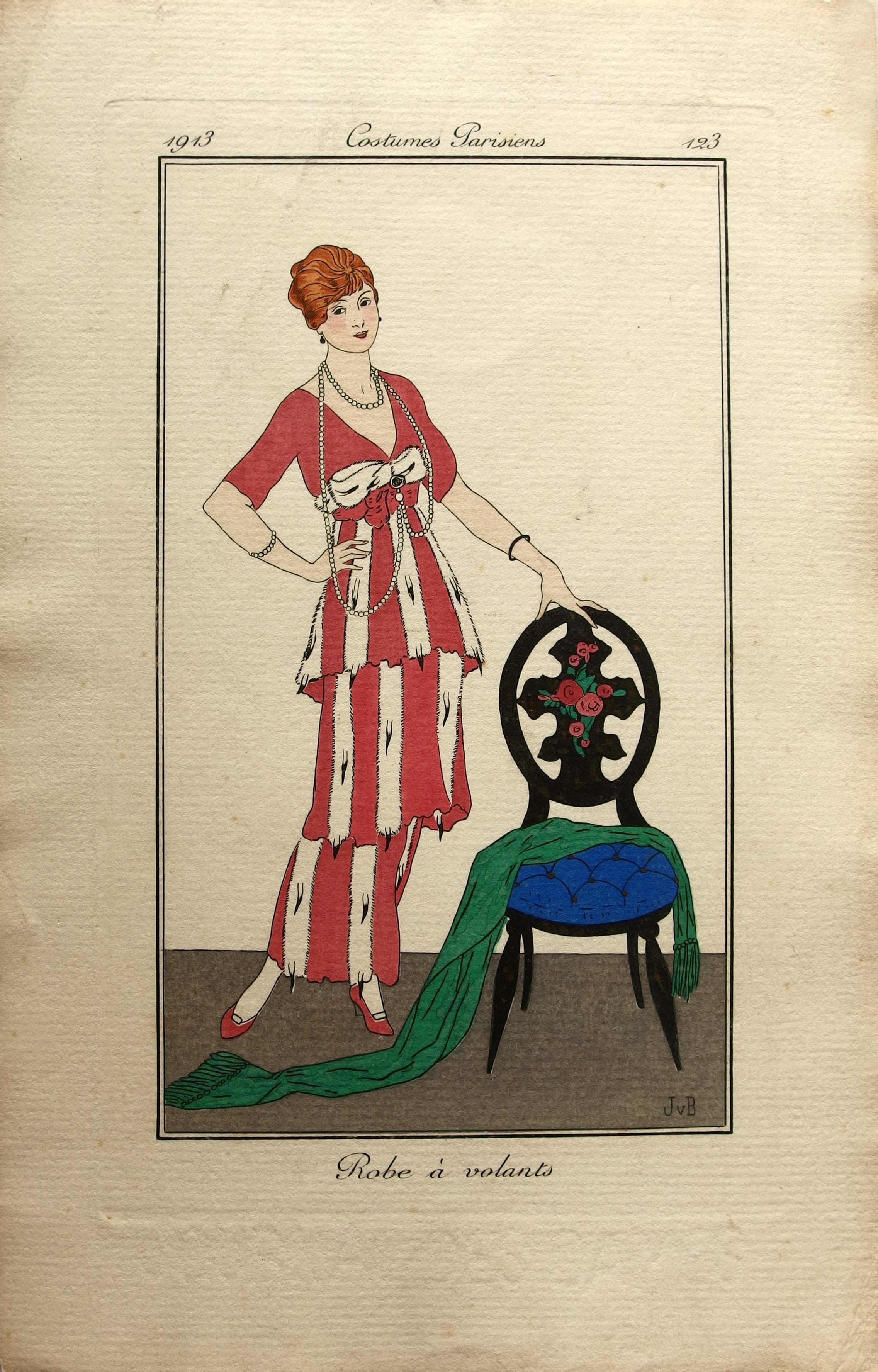
Costumes Parisiens No.123 Jan van Brock, 1913
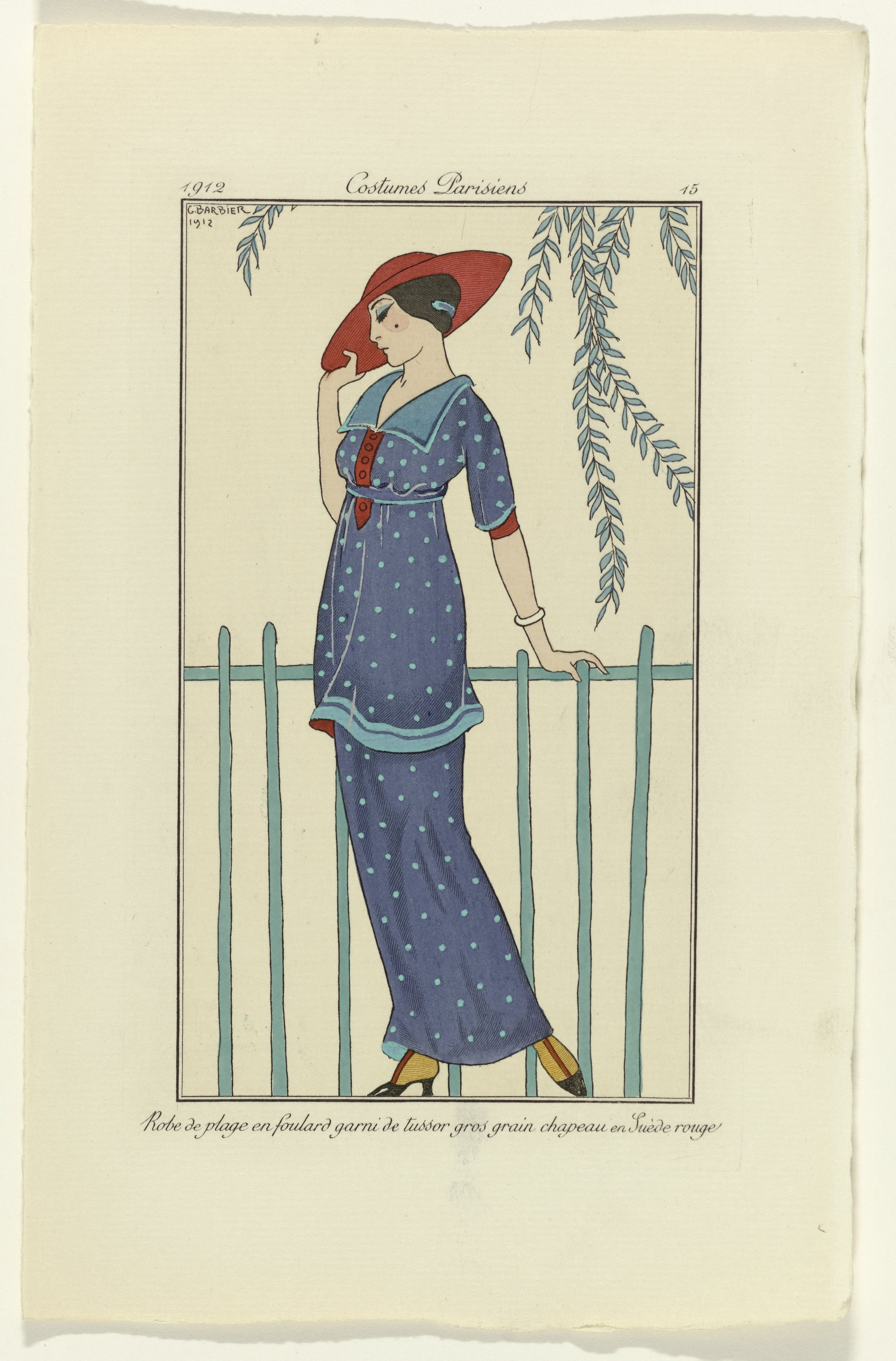
Journal des Dames et des Modes, 1912, Costumes Parisiens, no. 15 Tobe de plag (..), RP-P-2011-107-8A
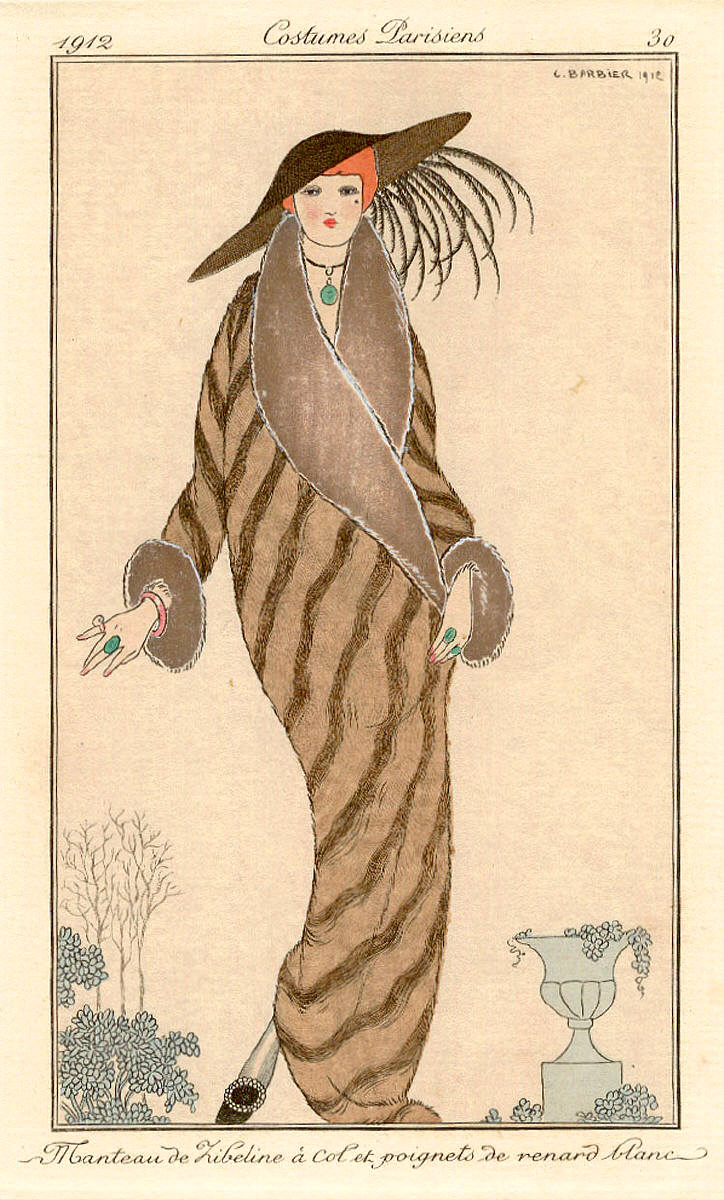
Manteau de Zibeline